# فارشا ناير
فارشا ناير (ولدت سنة 1957) هي فنانة من أصول هندية ولدت في كمبالا، أوغندا. اشتُهرت بتعبيرها عن شعور النزوح. تدربت في جامعة مهراجا ساياجيراو في بارودا وانتقلت للعيش في بانكوك في عام 1995 بعدما رحلت من الهند إلى انجلترا والعودة إليها. التعبير عن شعور النزوح الذي أُنشأ خلال النزوح المتواصل ظاهر في أعمالها. الأفكار حول «الوطن» و«الانتماء»  تتم معالجتها بطريقة شاعرية في منشوراتها باعتبارها علاقة بمساحة مؤقتة. كانت جزءًا من مجموعة المبادرة الأولى التي أَنشأت مهرجان المرأة أو (وومنيفيستو)، (Womanifesto)وهو مهرجان يحدث مرة كل سنتين، يعرض الفنانين العالميين في تايلاند ويشارك حاليًا في تنظيم المنظمة. وقد عرضت في العديد من المتاحف وصالات العرض بما في ذلك معرض نقابة الفنون في مومباي وتيت مودرن.

## أعمال فنية
في عام 2006، نظمت ناير سلسلة من التدخلات الحية بعنوان المواجهة، عُرِضَت في قاعة التوربينات في تيت مودرن. تعاونت مع تيجال شاه (بومباي) لتطوير هذه التدخلات، والتي ارتدى فيها الفنانون سترات مطرزة بيضاء، متصلة ببعضها البعض بأكمام طويلة، والطلب بتطوير الهندسة المعمارية العملاقة التوربينية. كما تم تنفيذ هذا العمل في العديد من المواقع الأخرى، بما في ذلك مهرجان National Review of Live Art في جلاسجو و Palazzo Carignano في تورينو، إيطاليا.
تم تنفيذ عملها أندركورينت يانجون (Undercurrent Yangon) من 2014 في حديقة الشعب في يانجون، ميانمار. شاركت فاشا ناير أيضًا في مهرجان (2nd Beyond Pressure International) للفنون التشكيلية في يانغون في عام 2009.